# Katja Kolm

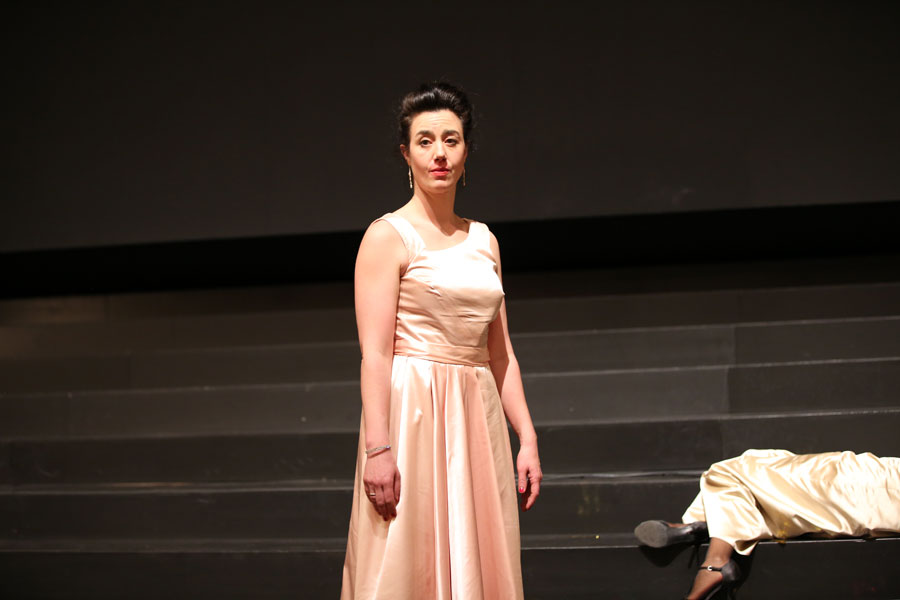
Katja Kolm (2014)

Katja Kolm (* 1. Juli 1974 in Salzburg) ist eine österreichische Film- und Theaterschauspielerin.

## Leben
Von 1992 bis 1993 erhielt sie an der Russischen Akademie für Theaterkunst GITIS Schauspielunterricht sowie am Gnessin-Institut Moskau Gesangs- und Russischunterricht. Von 1993 bis 1997 besuchte sie die Hochschule für Schauspielkunst „Ernst Busch“ Berlin. Während ihrer Zeit an der Hochschule spielte sie am Maxim-Gorki-Theater und am Hebbel-Theater. Danach wurde sie in Festengagements am Landestheater Tübingen und am Deutschen Theater Göttingen tätig. Anschließend spielte sie am Schauspielhaus Zürich unter der Intendanz von Christoph Marthaler. Seit 2005 arbeitet Katja Kolm als freie Schauspielerin.
Bei dem Österreichischen Filmpreis 2018 war sie für ihre Rolle in dem Kinofilm Licht in der Kategorie „Beste weibliche Nebenrolle“ nominiert.

## Filmografie
- 2001: Durst – Regie: Hannu Salonen
- 2006: Mörderinnen – Regie: Pepe Danquart
- 2008: Böses Erwachen – Regie: Urs Egger
- 2010: Die Mutprobe – Regie: Holger Barthel
- 2017: Licht – Regie: Barbara Albert
- 2018: Sohn meines Vaters – Regie: Jeshua Dreyfus
- 2022: Mad Heidi – Regie: Johannes Hartmann

## Theaterproduktionen
Volksbühne, Berlin
- Geschichten aus dem Wiener Wald von Ödön von Horváth, 2006, Rolle: Valerie, Regie: Christoph Marthaler
- Hallelujah (Ein Reservat) von Christoph Marthaler, 2016/2017, Regie: Christoph Marthaler

Wiener Festwochen
- Schutz vor der Zukunft von Christoph Marthaler (UA), 2005/2006, Regie: Christoph Marthaler
- Platzmangel von Christoph Marthaler (UA), 2008, Regie: Christoph Marthaler
- Riesenbutzbach (UA) von Christoph Marthaler, 2009, Regie: Christoph Marthaler
- Letzte Tage. Ein Vorabend von Christoph Marthaler (UA), 2013, Regie: Christoph Marthaler

Volkstheater, Wien
- Die Präsidentinnen von Werner Schwab (ausgezeichnet mit dem Dorothea-Neff-Preis), 2014, Rolle: Erna, Regie: Miloš Lolić

Schauspielhaus, Wien
- Herr mit Sonnenbrille von Gerhild Steinbuch, 2010, Regie: Robert Borgmann
- Meine gottverlassene Aufdringlichkeit von Christoph Nußbaumeder, 2013, Regie: Daniela Kranz

Schwetzinger Festspiele
- IQ. Uraufführung: Oper von Enno Poppe, Orchester: Klangforum Wien, 2012, Regie: Anna Viebrock

Burgtheater, Wien
- Stückefest, 2011, Regie: Alexandra Liedtke

Schauspielhaus Graz
- Fröhliche Gespenster von Noël Coward, 2011, Regie: Barbara David-Brüesch

Lucerne Festival
- Phaedra von Hans Werner Henze, 2010, Regie: Stephan Müller

Salzburger Festspiele
- Sauser aus Italien von Christoph Marthaler (UA), 2007, Regie: Christoph Marthaler

Ruhrtriennale
- Nach den letzten Tagen. Ein Spätabend (UA), 2019, Regie: Christoph Marthaler
- Eine seltsame Sache (UA), 2005, Regie: Christiane Pohle

Münchner Kammerspiele
- Hundegrab von Letizia Russo (UA), 2005, Regie: Christiane Pohle

Schauspielhaus Zürich
- Torquato Tasso von Johann Wolfgang von Goethe, 2000, Regie: Thomas Thieme
- Ein Sommernachtstraum von William Shakespeare, 2000, Regie: Stefan Pucher
- Drei Schwestern von Anton Pawlowitsch Tschechow, 2001, Regie: Stefan Pucher
- Tatis Welt, 2001, Regie: Andreas Kriegenburg
- Evita Peron, 2001, Regie: Ingo Berk
- Blithe Spirit, 2002, Regie: Nigel Lowery
- Richard III. von William Shakespeare, 2002, Regie: Stefan Pucher
- Heinrich IV., 2002, Regie: Stefan Pucher
- Klinik von Jon Fosse, 2002, Regie: Falk Richter
- Menschsein macht müde, 2002, Regie: Jürg Kienberger
- Electronic City von Falk Richter, 2003, Regie: Christiane Pohle
- Das goldene Zeitalter, 2003, Regie: Christoph Marthaler/Stefan Pucher/Meg Stuart/Anna Viebrock
- Homo Faber, 2004, Regie: Stefan Pucher
- Die letzten Tage der Menschheit von Karl Kraus von und mit Katja Kolm, 2004
- Das weite Land, 2004 Regie: Karin Henkel
- O.T. Eine Ersatzpassion von Christoph Marthaler (UA), 2004, Regie: Christoph Marthaler

Zürcher Festspiele
- Ein Sportstück von Elfriede Jelinek, 2003, Regie: Stephan Müller

Deutsches Theater Göttingen
- Sleeping Around, 1999, Regie: Kilian Hattstein
- Shooting Sense oder Das Hundertste Semester von John von Düffel (UA), 1999, Regie: Kilian Hattstein
- Das Baby von Mark Ravenhill (dtspr. Erstaufführung), 1999, Regie: Falk Richter
- Höllenangst von Johann Nestroy, 2000, Regie: Tilmann Gersch
- Unsichtbare Freunde von Alan Ayckbourn, 2000, Regie: Jürg Schlachter

Landestheater Tübingen
- Schlaflos in Schwaben, 1997, Regie: Nina Wurman
- The Black Rider, 1997, Regie: Donald Berkenhoff
- Macbeth von William Shakespeare, 1998, Regie: Donald Berkenhoff
- Der Menschenfeind von Molière, 1998, Regie: Volker Lösch
- Hans im Glück von Bertolt Brecht, 1998, Regie: Jürgen Sihler
- Im Dickicht der Städte, 1998, Regie: Volker Lösch
- Die Freier, 1998, Regie: Franz Burkhard

Hebbeltheater Berlin, Hans Otto Theater Potsdam
- La Fünf in der Luft/Last Russian Play, 1996, Regie: Peter Carp

Maxim Gorki Theater, Berlin
- Weihnachten bei Ivanovs (Friedrich-Luft-Preis Berlin), 1996, Regie: Tom Kühnel, Robert Schuster

BAT Berlin
- Die Kleinbürger Hochzeit von Bertolt Brecht, 1996, Regie: Angelika Waller

## Gastspiele
Staatsoper, Berlin
- Letzte Tage. Ein Vorabend von Christoph Marthaler, 2014, Regie: Christoph Marthaler

Berliner Festspiele. Maerzmusik
- IQ. Oper von Enno Poppe, Orchester: Klangforum Wien, 2014, Regie: Anna Viebrock

Wiener Festwochen
- O.T. Eine Ersatzpassion von Christoph Marthaler (UA), 2004, Regie: Christoph Marthaler

Festival d’Automne Paris
- Geschichten aus dem Wiener Wald von Ödön von Horváth, 2007, Regie: Christoph Marthaler
- Platzmangel von Christoph Marthaler (UA), 2008, Regie: Christoph Marthaler
- Letzte Tage. Ein Vorabend von Christoph Marthaler 2013, Regie: Christoph Marthaler

Berliner Theatertreffen
- Drei Schwestern von Anton Pawlowitsch Tschechow, 2002, Regie: Stefan Pucher
- Homo Faber, 2005, Regie: Stefan Pucher
- Schutz vor der Zukunft von Christoph Marthaler (UA), 2006, Regie: Christoph Marthaler
- Platzmangel von Christoph Marthaler (UA), 2008, Regie: Christoph Marthaler
- Riesenbutzbach (UA) von Christoph Marthaler, 2010, Regie: Christoph Marthaler

Ruhrtriennale
- Sauser aus Italien von Christoph Marthaler (UA), 2007, Regie: Christoph Marthaler

Festival Athen
- Riesenbutzbach (UA) von Christoph Marthaler, 2009, Regie: Christoph Marthaler

Festival Neapel
- Riesenbutzbach (UA) von Christoph Marthaler, 2009, Regie: Christoph Marthaler

Festival d’Avignon
- Sauser aus Italien von Christoph Marthaler (UA), 2008, Regie: Christoph Marthaler
- Riesenbutzbach (UA) von Christoph Marthaler, 2009, Regie: Christoph Marthaler
- Schutz vor der Zukunft von Christoph Marthaler (UA), 2010, Regie: Christoph Marthaler

Festival Wrocław
- Schutz vor der Zukunft von Christoph Marthaler (UA), 2006, Regie: Christoph Marthaler
- Riesenbutzbach (UA) von Christoph Marthaler, 2009, Regie: Christoph Marthaler

Festival Tokyo
- Riesenbutzbach (UA) von Christoph Marthaler, 2010, Regie: Christoph Marthaler

Festival Bitef Belgrad
- Platzmangel von Christoph Marthaler (UA), 2008, Regie: Christoph Marthaler
- Sauser aus Italien von Christoph Marthaler (UA), 2008, Regie: Christoph Marthaler

Festival Girona
- Sauser aus Italien von Christoph Marthaler (UA), 2007, Regie: Christoph Marthaler
- Platzmangel von Christoph Marthaler (UA), 2009, Regie: Christoph Marthaler

Festival Strasbourg
- Platzmangel von Christoph Marthaler (UA), 2009, Regie: Christoph Marthaler
- Sauser aus Italien von Christoph Marthaler (UA), 2009, Regie: Christoph Marthaler

La Filature Mulhouse
- Geschichten aus dem Wiener Wald von Ödön von Horváth, 2008, Regie: Christoph Marthaler

Festival Kopenhagen
- Schutz vor der Zukunft von Christoph Marthaler (UA), 2008, Regie: Christoph Marthaler

Festival Santiago de Chile
- Schutz vor der Zukunft von Christoph Marthaler (UA), 2011, Regie: Christoph Marthaler

Berliner Festspiele
- O.T. Eine Ersatzpassion von Christoph Marthaler (UA), 2004, Regie: Christoph Marthaler

Mülheimer Theatertage
- Sleeping Around, 1999, Regie: Kilian Hattstein

## Auszeichnungen
- Nominierung Österreichischen Filmpreis 2018 für beste weibliche Nebenrolle im Kinofilm Licht von Barbara Albert